# 中世纪的法国
中世纪的法国是指从公元843年法兰克帝国的分裂至1453年百年战争结束期间的法国，而也正是在这一时期法兰西的民族认同感最终形成。

## 历史

### 卡洛林王朝与西法兰克王国

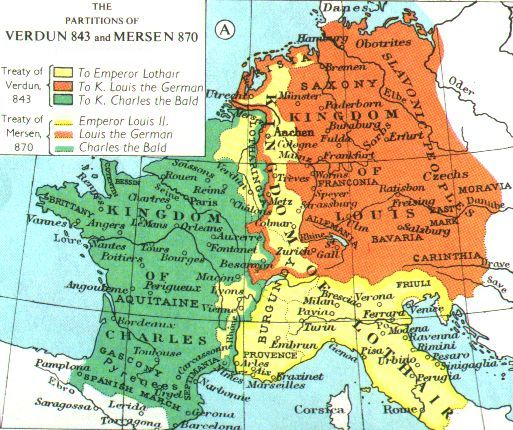
843年后的西法兰克王国

法兰克帝国统治者虔诚者路易死于840年，他的三个儿子瓜分了查理曼帝国的土地。843年，三人签订《凡尔登条约》，秃头查理取得西部的领土，包括法兰西岛、亞奎丹、布列塔尼、勃艮第、加泰罗尼亚、弗兰德尔、加斯科涅、图卢兹等在内，建立了西法兰克王国。公元870年，中法兰克王国原统治者洛泰尔的儿子们死后，根据《墨尔森条约》，西法兰克王国同东法兰克王国瓜分了普罗旺斯和洛林。880年，路易三世在《利贝蒙条约》中再次获得中法兰克王国的西部土地。这个继续由卡洛林王朝统治的王国后来逐渐形成法国的前身。

### 维京人的侵袭
9世纪，来自斯堪的纳维亚的维京人开始进一步劫掠欧洲大陆。除了在法国的北部沿海大肆掠夺，维京长船还驶入卢瓦尔河和塞纳河，沿途烧杀抢掠，恐慌加剧蔓延。

维京人在几个世纪内的侵袭扩张

843年，维京侵略者杀害了南特主教，几年后又焚毁了图尔的圣马丁教堂。845年，维京人洗劫了巴黎。由于他们频繁地突然行动与迅速消失，使得卡洛林王朝几乎毫无还手之力。911年，西法兰克国王查理三世与一位名叫羅洛 (諾曼第)的挪威统帅签订了一份条约，在王国的北部、塞纳河下游的两岸建立起一个相对而言比较友好的维京“缓冲国”，即诺曼底公国。

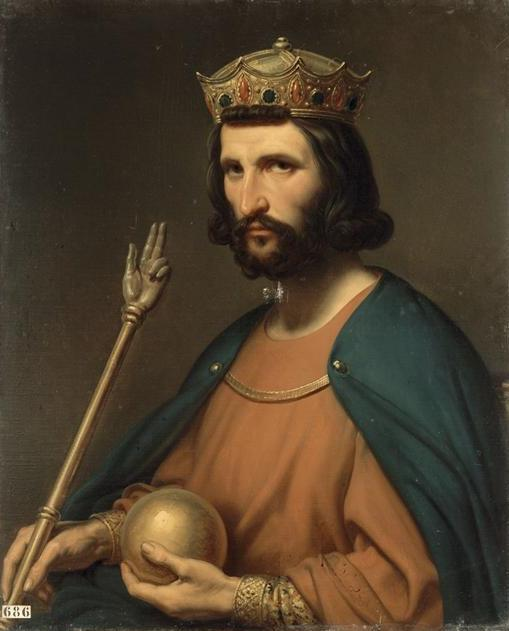
雨果·卡佩

### 卡佩王朝的统治

卡佩家族纹章

长期的权力斗争，以及北方维京人的长期掠夺，都使得加洛林王朝日益对统治整个国家感到心有余而力不足。权力的真空也给各地贵族机会来展现出比国王更有保卫领地的能力，他们进而把握权柄，登上权位。最终西法兰克变成一副由数百个独立公国组成的破碎拼图。而随着加洛林王朝的倒台，拥有巴黎伯爵与法兰西公爵头衔的贵族——雨果·卡佩接替王位，建立法兰西王国卡佩王朝。卡佩王朝在百余年间发展出基督教世界最强大的王室，与其瓦卢瓦、波旁分支统治法国长达800余年。

### 王权的巩固

腓力一世，法兰西岛建设先驱

成立之初，卡佩王朝并不比卡洛林王朝更强大。尽管法理上卡佩是全法兰克人的国王，对西法兰克全境拥有宣称的控制权，但实际上他只是众多诸侯中的一个；而对于像图卢兹伯爵等其他远离法兰西岛的大领主们而言，他们完全可以对王朝的发号施令置之不理。在10世纪、11世纪，一些诸侯通过联姻或战争的手段进行扩张，进一步扩张。即便如此，法国也没有出现全国性的政权，相反只涌现出几个较大的诸侯，如亞奎丹和诺曼底的公爵，以及法兰德斯、安茹、布卢瓦、香槟和勃艮第的伯爵等。他们控制着本地的贡赋、税收与公共事业，掌握的实权并不比卡佩王朝的国王小。
但所幸卡佩家族的世袭继承一直没有遇到困扰。家族341年连续生育出11代合法的继承人，而且很少发生王位争斗。 同时，卡佩王朝也精于处世之道，尽量避免纷争，同教皇保持良好的关系，逐渐收回其财富、权利与封土。
卡佩王朝的君主腓力一世、路易六世和路易七世都潜心于对法兰西岛的治理，使法兰西岛逐渐成为法国真正的心脏地带。

#### 腓力二世

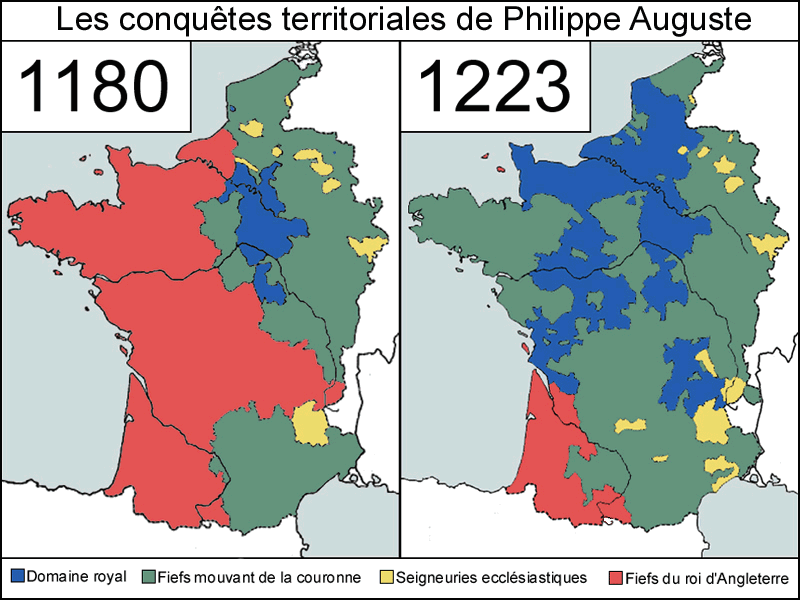
腓力二世在位期间法国领土归属变化图
----
王室領土
卡佩封地
英格蘭封地
教会领地

法国的王权在路易七世的儿子“尊严王”腓力二世手中走向成熟。凭借着机遇和智慧，腓力二世与英国的对手进行明争暗斗。他从英格兰国王无地王约翰手中取得诺曼底，又在1214年于布汶战役中击败约翰的联军，使法国成为13世纪的强国。
内政方面，腓力二世将巴黎变为真正的首都。腓力二世把“御前会议”作为宫廷最高机构，以实现自己的统治意志。在地方的管辖上，他更多的依靠“执行官”（baillis），而不是贵族。

#### 路易九世
路易九世从他的母亲卡斯提尔的布兰奇那儿继承了许多精神观念，因而致力于推行严正的道德观。

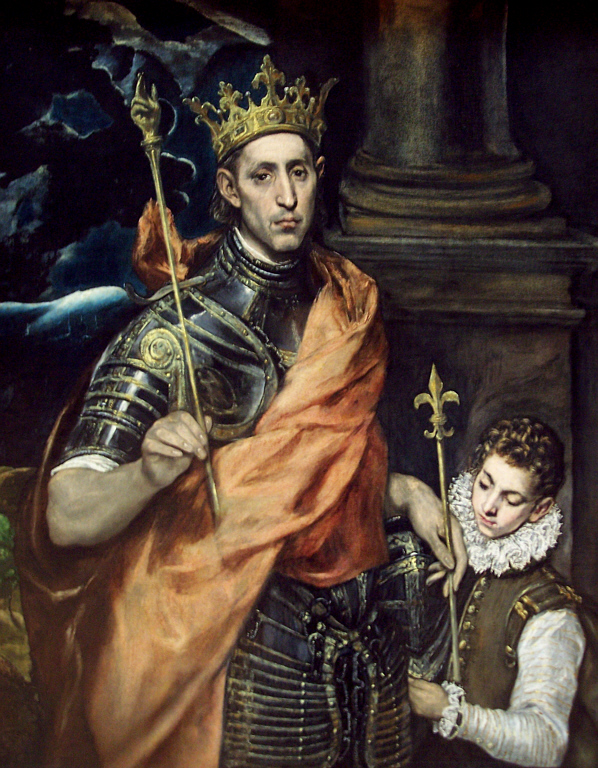
“圣路易”路易九世

在国内，路易维护经济文化的发展，赞助艺术，取得了不错的成就。然而在国外，路易九世所积极参与的宗教战争却屡遭败绩。1248年，路易参加第七次十字军东征，却在进攻开罗的战役中为马穆鲁克将领拜巴尔一世所击败，并遭俘虏，直至1254年才得以赎回。1270年路易再次参加第八次十字军东征，却在登陆突尼斯不久染病身亡。
尽管路易九世在与犹太人和穆斯林的战争中没有占到什么便宜，但他对基督教的虔诚、对艺术事业的热忱以及个人的人格魅力，也使他获得了神圣的声誉。1297年，路易九世被封为“圣路易”，这也大大提高了整个卡佩血脉的神圣性。

### 诺曼与盎格鲁
1066年，与法国隔英吉利海峡相望的英格兰发生王位继承危机，国王忏悔者爱德华无嗣而终。北欧维京人建立的诺曼底公国的现时统治者征服者威廉声称拥有英王继承权，并击败竞争者哈罗德二世，在伦敦西敏寺加冕为王。

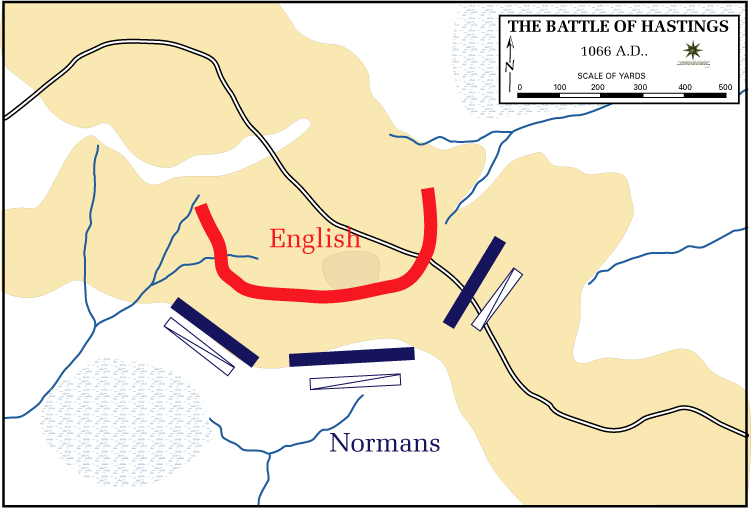
黑斯廷斯战役——征服者威廉击败哈罗德二世的决定性战役

诺曼征服英格兰这一历史事件直接改变了不列颠的文化走向，欧洲大陆进一步影响这片土地；另一方面，英法两个王国的国王之间地位变得非常复杂，也为后来两国的种种争端埋下伏笔。
到了1154年，威廉的后代亨利二世继承了英格兰王位，同时他还从母亲马蒂尔达皇后和妻子亞奎丹的艾莉諾处继承和合并了英吉利海峡两岸的大片土地，缔造了一个“安茹帝国”。尽管在亨利在世时，帝国被整治一新，但到了他的幼子约翰就位后，金雀花王朝在欧洲大陆广褒的土地除去加斯科涅等少数地方以外，尽数被法王腓力二世收回。

### 百年战争
1328年，法王查理四世无嗣而终，卡佩王朝继承争端骤起。英格兰的爱德华三世企图以母亲的亲缘来继承法国王位，然而最终继承权却为瓦卢瓦的腓力所得，法国开启瓦卢瓦王朝。英王爱德华对此强烈不满，再加上两国在法兰德斯由来已久的贸易纷争以及其它种种矛盾，最终爱德华三世于1337年向腓力六世宣战，战争由此一发不可收拾，断断续续长达百余年，史称“百年战争”。

圣女贞德帮助法国扭转了整个战势

整个战争在116年的时间内经历了多个阶段，期间双方互有胜负，最终以法国的胜利告终，法国夺回了英格兰在法国的领地。圣女贞德在战争末期扮演了重要的角色，她的事迹至今为法国人津津乐道。战争推动了军事制度、武器、战术思想的进步，也大大提升了法国人的民族主义意识，然而旷日持久的战火同当时肆虐的黑死病都是使得法国这个主战场疲惫不堪，民不聊生。直至16世纪中期，法国的人口数量才恢复到14世纪中期的水平。
百年战争在1453年结束，这也是中世纪结束的标志之一。

## 政治
纵观整个中世纪，法国从混乱的割据局面向着王权的加强发展。卡洛林王朝及初期的卡佩王朝，国内诸侯林立，又受维京、英格兰等外敌的侵扰，没有什么中央统治可言。到了13世纪，经过以腓力二世为代表的一系列君主的治理，王权得到巩固。赢得百年战争之后，法国基本收回了英国在法国境内的领地。15世纪晚期，“蜘蛛国王”路易十一成功通过政治手段征服法国大贵族，大体上实现了法兰西的统一和君主制的集权。

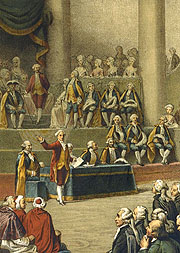
1789年的三级会议

在封建制度之下，法国出现人民代表组成三级会议的制度。三级会议由教士、贵族和第三等级组成。1302年，腓力四世为了与卜尼法斯八世对抗，召开了第一次三级会议。此后，法国每逢遇到政治上（尤其是财政上）的困难就召开三级会议以询问民众的看法，或通过某些重大决议。。最后一次三级会议是1789年由路易十六召开的，法国大革命后被废除。
1357年，在百年战争中蒙受阶段性失败的法国召开了一次由巴黎商人马塞尔主持的三级会议。会议规定了一种新的宪政组织结构：法国由国王和三级会议联合统治，三级会议将定期召开，并监督皇室在财政、行政与外交等事务。但仅在一年之后，这个法令便在皇太子查理的反扑镇压之下被废除。

## 社会经济

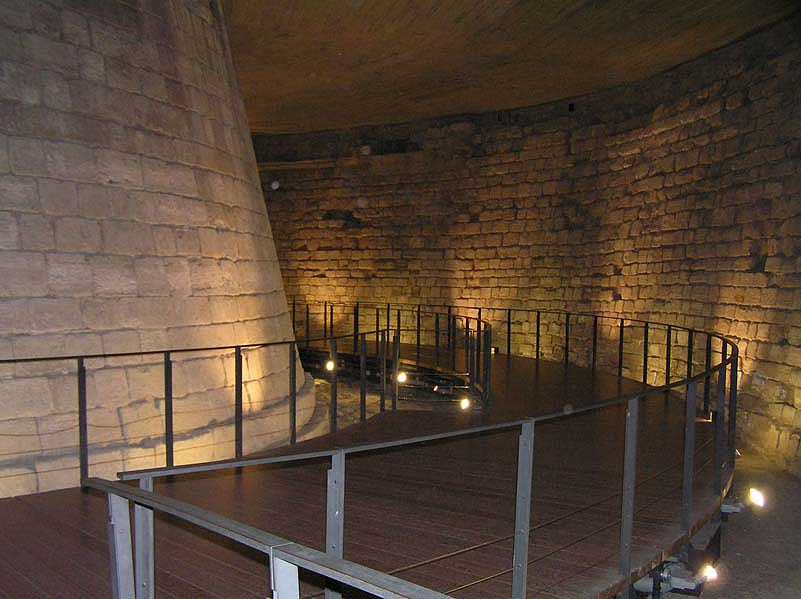
现存的中世纪时建造的卢浮宫地下室护城河

在中世纪早期，法国农村逐渐形成村庄和采邑。10世纪晚期外族侵略逐渐平息后，法国农业和商业得到发展，公爵们鼓励村庄间开展周期性的集市。香槟在其伯爵的支持下成为欧洲最大的集市之一。法国北部的巴黎盆地成为谷物种植和出口的重要农业区，弗兰德尔发达的纺织业也使得当地的商业日益繁荣。
卡佩王朝掌握统治权后，致力于建设其统治中心——法兰西岛。在腓力二世时，巴黎人口达到5万，巴黎圣母院、卢浮宫等工程陆续开工，城内道路也趋于完善。到1300年，巴黎人口达到20万，超过米兰、威尼斯等强大的意大利城邦，成为欧洲最大都会之一。
14世纪，法国全国饱受战争和瘟疫的肆虐，同时赋税与徭役增加，国内人口减少，生产力也随之锐减。直到15世纪末16世纪初，法国的经济状况才恢复和复兴。

## 文化

卡特里派于1145年传入阿尔比城

### 宗教
罗马教皇以天主教控制着法国人的信仰。到了中世纪中期，异端学说时常涌现。法国南部的卡特里派教徒令教会相当头疼，他们信仰一种二神论，同时对教会采取反教权主义。另外，许多新的教派也在法国出现，如加尔都西会和熙笃会，这些教派对于宗教的改革有着高涨的热情。而在加强王权的过程中，国王与教会时而发生冲突。“美男子”腓力四世在位期间表现出了强硬，他迫使教廷屈服——14世纪初教皇驻地迁到阿维尼翁。。

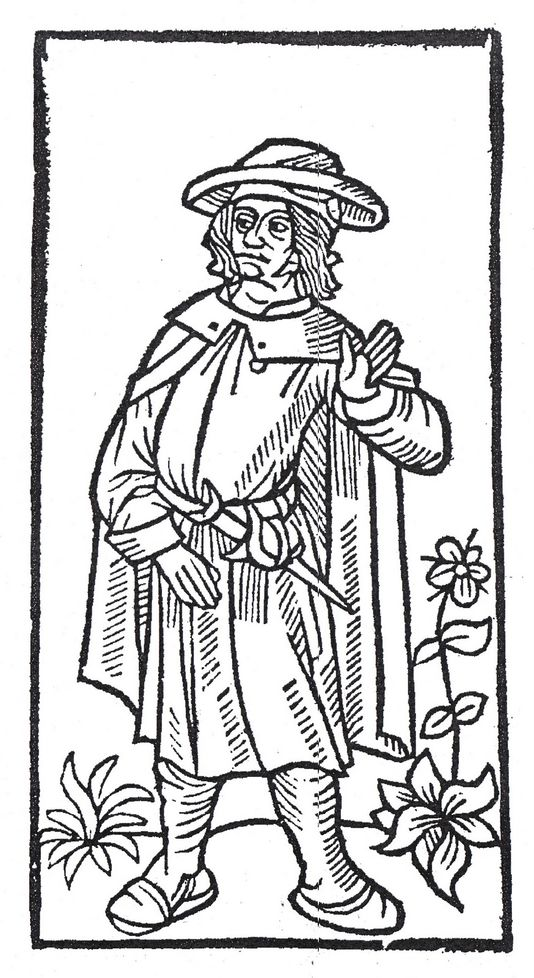
佛朗索瓦·维庸以诗集《小遗言集》和《大遗言集》为代表作

### 文学
中世纪早期，法国文学以北方文学中的尚武精神为主。到了12世纪中后期，文学风格转变，南部地区的浪漫诗歌影响力渐大，尤其是普罗旺斯、图卢兹、亞奎丹等地区。抒情诗与“游吟诗人”表现出更多的新颖的爱情观，这也影响了贵族与宫廷中的意识形态。12、13世纪，新的诗体——“浪漫传奇”在法国红极一时，市民文学、寓言和神迹剧在普通民众中饱受欢迎。在中世纪晚期，克里斯蒂娜·德·皮桑和巴黎流浪汉佛朗索瓦·维庸是法国较为知名的作家和诗人。

### 建筑
在中世纪中期，法国的建筑都是用石头砌成的，无论是沙特尔大教堂、圣米歇尔修道院，还是兰斯大教堂、巴黎圣母院，12、13世纪的宏伟建筑几乎都是石砌建筑。12世纪中期前后，分别以罗马式和哥特式分别居主导地位。而到了中世纪末期，一直没有更伟大的建筑出现。